# 明治24年板垣退助暗殺未遂事件
明治24年板垣退助暗殺未遂事件（めいじ24ねんいたがきたいすけあんさつみすいじけん）とは、1891年（明治24年）10月20日、東京府神田区神田錦町（現・東京都千代田区神田錦町3丁目3番地 神田税務署）の錦輝館で行われた自由党演説会において板垣退助が『政治の要領』と題する演説を行っている最中、ナイフを所持していた富山県平民・金山米次郎（青年義勇団所属）が檀上に飛び上がって板垣退助の暗殺を謀った事件 。犯人はその場で逮捕され小川署に連行されている。

## 背景

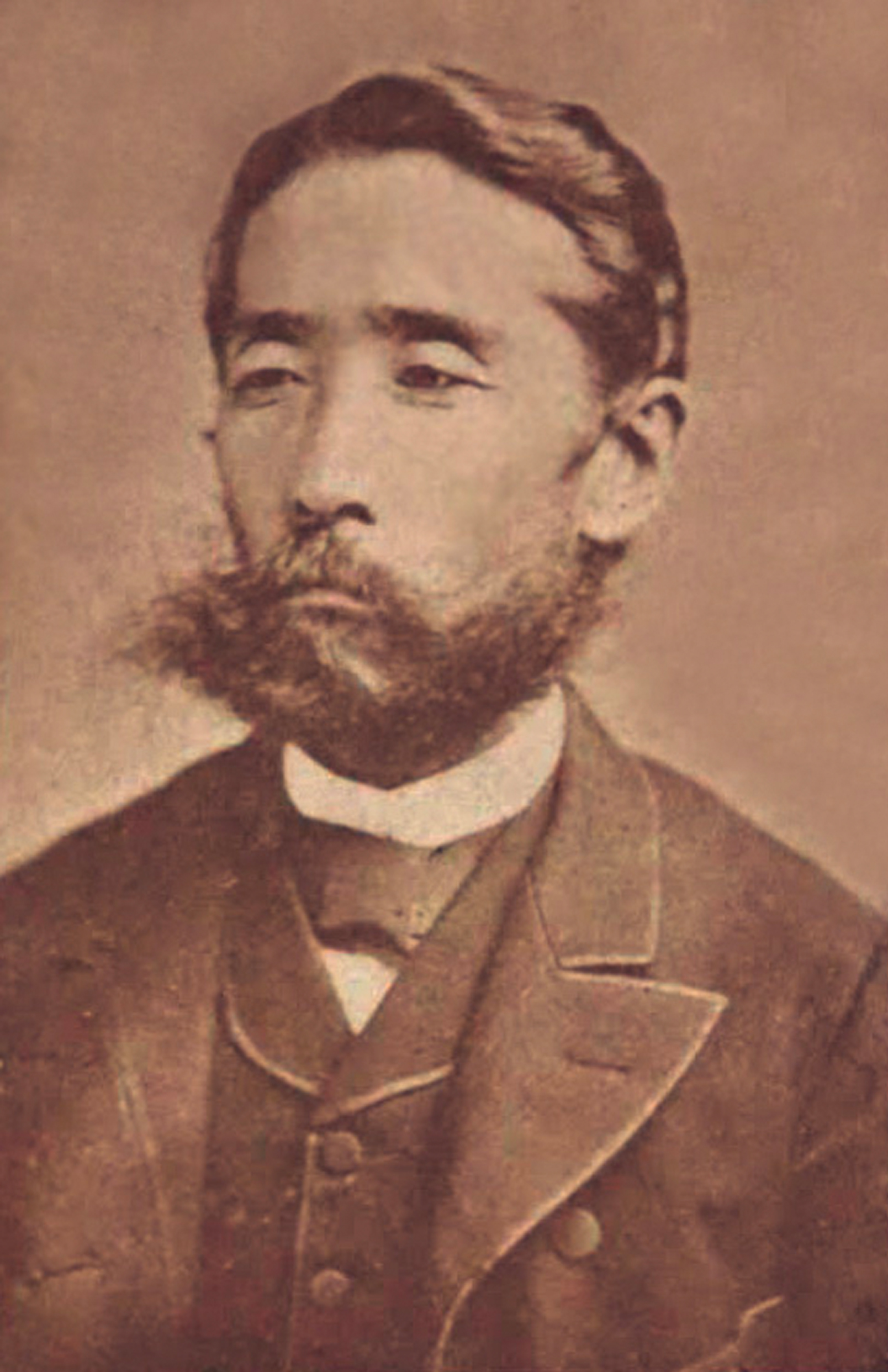
板垣退助（1886年頃撮影）

明治24年（1891年）5月11日、来日したロシア皇太子・ニコライが大津で巡査・津田三蔵に斬りつけられる大津事件が発生し松方内閣政府を狼狽させた。5月29日、板垣退助を総理（総裁）に迎えた自由党は「国家主義（極右）と社会主義（極左）とはともに国を滅ぼす」としてその中庸を目指す自由党の自由主義こそが国家を津々と発展させるものであるとして国家が歩むべき方向性を示す宣言を行い、10月15日に党大会を開いて党則を改正。これを受けて10月20日、東京・神田錦町の錦輝館で大演説会を開催した。

## 暗殺未遂事件
明治24年（1891年）10月20日、東京府神田区神田錦町の錦輝館で行われた大演説会では、斎藤圭次、鈴木万次郎、岩崎万次郎、塩田奥造、江口三省、星亨らが演題に立ち盛んに演説を繰り広げた。その終盤、龍野周一郎からの紹介を受け、万籟の拍手に迎えられた板垣退助が檀上にあがって『政治の要領』と題する演説を行った。その演説は、

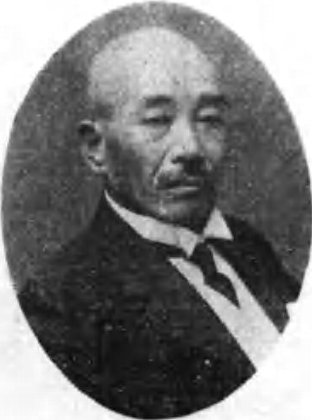
金山米次郎（晩年の写真）

とするもので、板垣が「春秋戦国の時の如き…」と述べた時、ナイフを所持した兇賊が、板垣から2間（約3.6ｍ）の距離から演壇に飛び上がり、板垣の胸倉をつかんでねじ倒し刺そうとした。しかし、板垣は咄嗟に身をかわしたため、犯人は板垣に指一本触れることが出来ず、すぐに巡査および自由党の弁士、聴衆らが一挙に壇上に上がり、賊を取り押さえた。その時、賊に対して「殺せ、殺せ」と叫び暴行をくわえた者もいた。そのため、犯人と過剰に犯人に暴行を加えた壮士がその場で逮捕された。

板垣はこの事件の時、
と述べている。
講堂一杯の満員の聴衆は、目の前で9年前に起きた板垣退助岐阜遭難事件を髣髴させる事件が起き、さらに兇賊の急襲をサラリとかわした板垣の反射神経を実際に目撃し、感嘆の声を漏らした。板垣は少しもとりみだすことなく場が沈静化するのを待って、「幕末維新の初め吾等の多くの同志が暗殺の難に遭うて斃れた。吾輩（板垣）など死に損じた生き残りの端くれに過ぎないが、その死に損ないの口から申し上げると、今の日本の総理も新陳代謝が必要であろう。諸君ら本日の演説会は見どころ充分であったのではないか」と語り拍手喝采を受け演壇を後にした。その後、再び万籟の拍手が捲き起こった。

## 逮捕者
板垣退助を襲撃した犯人は富山県平民・金山米次郎で、自由党の民党と対立する吏党「青年義勇団」所属であった。過去に米次郎の実兄・金山米太郎は富山へ遊説に訪れた自由党員・林包明に暴行を加えたが、この時も聴衆らの反撃にあって米太郎は袋叩きにあっていた。そのため、これに怨みを深めた金山米次郎が犯行に及んだもので、事件当日、この金山本人と「金山に対して過剰に暴行を加えた」として高知県士族・末延守己が小川署に連行され取調を受けた。この事件の翌年、神戸三ノ宮で板垣は再び命を狙われ、拳銃による「明治25年板垣退助暗殺未遂事件」が起きている。